# Telemedia (Hongria)
 Telemedia és una productora líder de les emissions de  call TV . Produeix més de 80 hores de call-tv  al dia per 40 països.
Telemedia està registrada a Valletta , 136 St Christopher Street, VLT 05, Malta , un paradís fiscal.
La central està situada  Telemedia, 20-22 Boszormenyi UT, Budapest.
Telemedia ha produït i distribuït en nom de RTL9 i Ab3 (Bèlgica) l'emissió de trucada guanyadora.
A finals de novembre de 2006, va deixar de transmetre RTL9 etrucada guanyadora i 1,2,3 Quiz arran de nombroses denúncies presentades davant l'APN. El programa té connotacions eròtiques.
Telemedia ha perdut el seu contracte amb el grup AB i amb el seu últim client francès, la cadena JET que van optar per traslladar els seus jocs a Bèlgica o per produir-los internament.
A partir d'1 d'abril 2009  Telemedia ha recuperat la producció de la versió belga de trucada guanyadora a AB4.
L'equip de +Clair de Canal+ va publicar un informe al setembre anomenat "Telemedia, un temple de call-tv".